# Svart knappnålsmossa
Svart knappnålsmossa (Tetrodontium repandum) är en bladmossart som beskrevs av Schwaegrichen 1824. Enligt Catalogue of Life ingår Svart knappnålsmossa i släktet knappnålsmossor och familjen Tetraphidaceae, men enligt Dyntaxa är tillhörigheten istället släktet knappnålsmossor och familjen Tetraphidaceae. Enligt den finländska rödlistan är arten nära hotad i Finland. Arten är reproducerande i Sverige. Artens livsmiljö är fjällklippor, block- och stenmarker. Inga underarter finns listade i Catalogue of Life.